# Juraj Mintál
Juraj Mintál (* 13. března 1971) je bývalý slovenský fotbalista, obránce.

## Fotbalová kariéra
Hrál za DAC Dunajská Streda, FC Karviná, FC Rimavská Sobota, MFK Ružomberok a MŠK Žilina. V československé lize nastoupil ve 31 utkáních, v české lize ve 23 utkáních a ve slovenské lize v 73 utkáních.

## Ligová bilance
| Ročník                                   | Zápasy | Góly | Klub                |
| ---------------------------------------- | ------ | ---- | ------------------- |
| 1. československá fotbalová liga 1991/92 | 11     | 0    | DAC Dunajská Streda |
| 1. československá fotbalová liga 1992/93 | 20     | 0    | DAC Dunajská Streda |
| Corgoň liga 1993/94                      | 11     | 0    | DAC Dunajská Streda |
| 1. česká fotbalová liga 1996/97          | 23     | 0    | FC Karviná          |
| Corgoň liga 1997/98                      | 14     | 0    | FC Rimavská Sobota  |
| Corgoň liga 1997/98                      | 9      | 0    | MFK Ružomberok      |
| Corgoň liga 1998/99                      | 21     | 0    | MFK Ružomberok      |
| Corgoň liga 1999/00                      | 15     | 0    | MFK Ružomberok      |
| Corgoň liga 2000/01                      | 3      | 0    | MŠK Žilina          |
| CELKEM                                   | 127    | 0    |                     |